# Latitudine zero
Latitude Zero (緯度0大作戦?, Ido zero daisakusen) è un film del 1969 diretto da Ishirō Honda.
Pellicola di fantascienza che ha come interpreti principali Joseph Cotten, Cesar Romero, Akira Takarada, Masumi Okada, Richard Jaeckel, Patricia Medina e Akihiko Hirata.

## Trama
Tre uomini, il Dr. Ken Tashiro, il Dr. Jules Masson, e il giornalista Perry Lawton, durante un'esplorazione subacquea e in seguito a un'eruzione vulcanica sottomarina precipitano con il loro batiscafo negli abissi. Si risvegliano, qualche tempo dopo, a bordo di uno straordinario sottomarino, l'Alpha (comandato dal capitano Glen Mackenzie), dotato di fantascientifici mezzi d'offesa e di difesa. Durante il viaggio a bordo dell'Alpha che li condurrà a Latitudine zero apprendono che il capitano ha più di 200 anni e l'Alpha è stato varato nel 1805. Durante il viaggio vengono attaccati dal sottomarino rivale Squalo Nero capitanato da Kuroi, che lavora per il Dottor Malic, rivale di Mackenzie.
L'Alpha riesce a respingere l'attacco e arriva a Latitudine zero, una sorta di paradiso posizionato esattamente all'incrocio dell'equatore con la linea di cambiamento di data, da cui il nome Latitudine zero. Ricchissimo d'oro che viene usato sia per i vestiti che per gli oggetti e diamanti usati solo a scopo industriale, ospita persone che apparentemente non invecchiano grazie al lavoro di molti scienziati dati per morti o scomparsi dal mondo emerso e che lavorano per creare una nuova civiltà pacifica e tecnologicamente avanzata.
Nel frattempo il malvagio Malic dalla sua isola Mastio Rosso progetta di conquistare il mondo e cerca di eliminare il suo acerrimo nemico Mackenzie che ostacola i suoi piani. Utilizzando degli animali da lui trasformati in mostri cerca di distruggere Latitudine zero e rapisce uno scienziato e sua figlia costringendolo ad aiutarlo nei suoi esperimenti di trapianto su animali. In uno di questi crea una specie di mostro trapiantando il cervello del capitano Kuroi nel corpo di un leone con enormi ali di aquila. Ma Mackenzie riesce con l'aiuto dei tre uomini ripescati dal batiscafo a salvare lo scienziato e sua figlia, mentre il mostro alato creato da Malic si  rivolta contro di lui.
Dopo questa avventura i due scienziati decidono di rimanere a Latitudine zero mentre il giornalista Perry Lawton vuole tornare in superficie a raccontare quello che ha visto. Cerca di portare con sé delle prove come diamanti e un film che ha girato durante l'avventura, scoprendo poi che la pellicola del film è rovinata e nell'astuccio che si era portato invece dei diamanti trova del tabacco. Ovviamente tutti lo credono matto e quando ormai si è quasi convinto di aver sognato gli annunciano di un deposito di diamanti fatto a suo nome in una banca di New York.

## Distribuzione

### Edizioni home video

#### DVD
Latitudine Zero
- Produzione: PASSWORLD
- Distribuzione: EAGLE
- Rilascio: 11 dicembre, 2007
- Aspetto: 2.35:1 widescreen
- Suono: Italiano(5.1 Surround e 1.0), English (1.0 Mono)
- Regione 2